# Beas de Granada

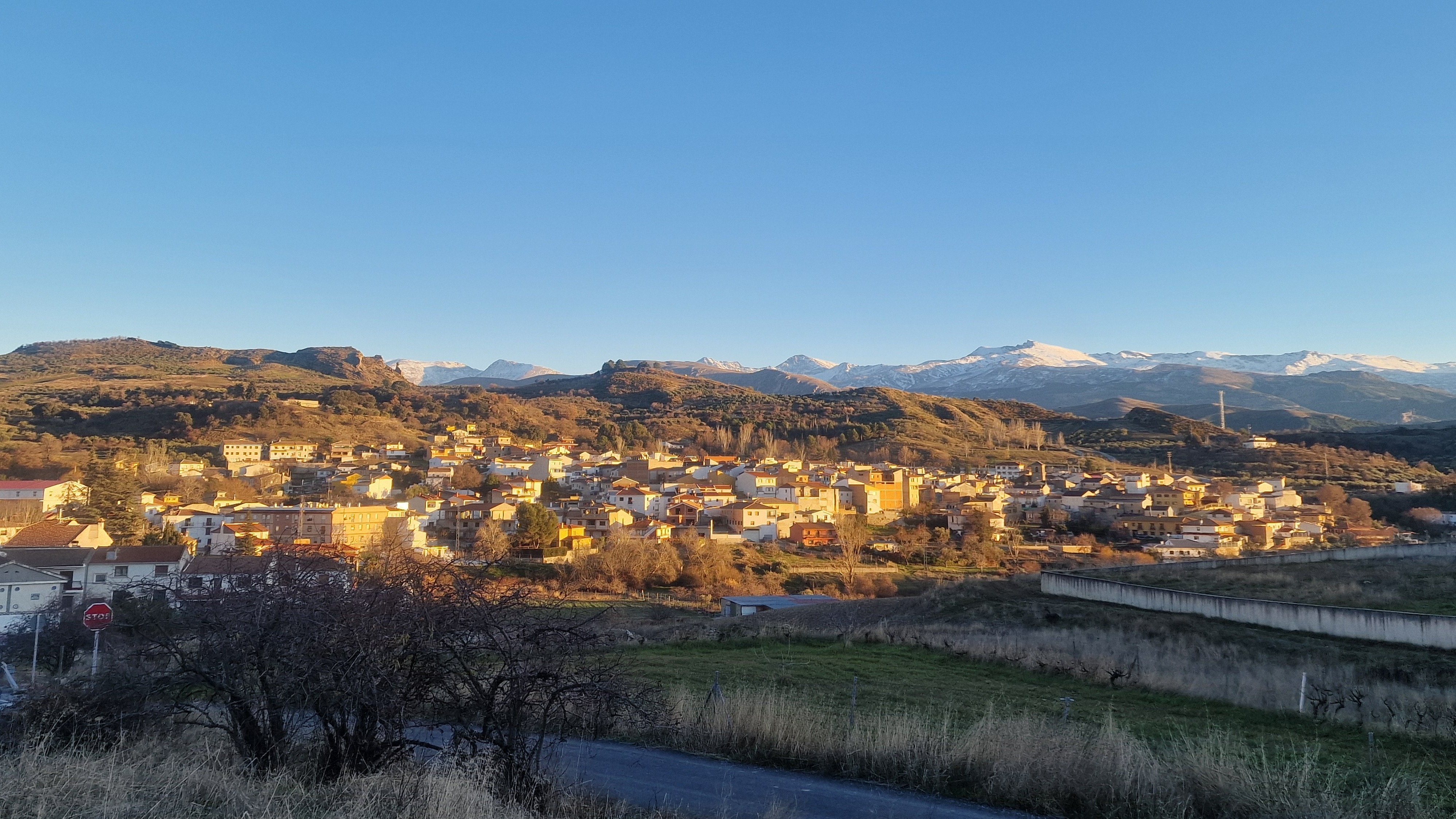
Vista panorámica de la localidad

Beas de Granada es una localidad y municipio español situado en la parte oriental de la comarca de la Vega de Granada, en la provincia de Granada, comunidad autónoma de Andalucía. Limita con los municipios de Huétor Santillán, Granada —por el distrito Albaicín—, Dúdar y Quéntar. Otras localidades cercanas son Víznar, Alfacar y El Fargue. Cuenta con una población de 1009 habitantes (INE 2024). Por su término discurre el río Beas.
El municipio beato es una de las ocho entidades que componen la mancomunidad de la Vega Norte-Alfaguara, y comprende únicamente el núcleo de población de Beas de Granada, capital municipal.
Gran parte de su término lo ocupa el parque natural de la Sierra de Huétor.

## Símbolos
Beas de Granada cuenta con un escudo y bandera adoptados oficialmente el 23 de abril de 2010.

### Escudo
Su descripción heráldica es la siguiente:

Escudo tronchado. Primero, de plata (blanco), encina arrancada al natural. Segundo, de sinople (verde), castillo de plata mazonado de sable (negro) y aclarado de sinople; saliente de la torre del homenaje creciente de plata. En punta, granada al natural tajada de gules (rojo). Al timbre, corona real cerrada.

### Bandera
La enseña del municipio tiene la siguiente descripción:

Bandera rectangular de proporciones 2:3, formada por dos franjas horizontales iguales, roja la superior y verde la inferior, con un triángulo al asta blanco con una granada al natural tajada de rojo.

## Geografía

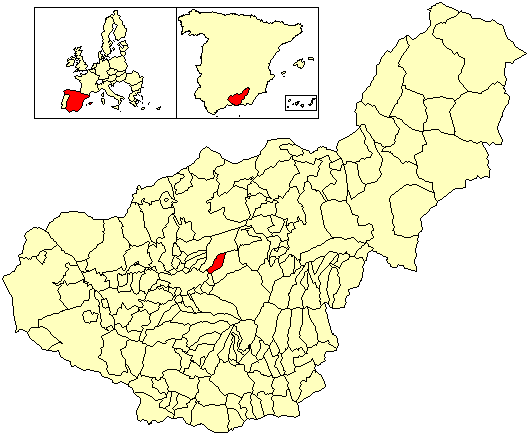
Extensión del municipio en la provincia de Granada

### Situación
Integrado en la comarca de la Vega de Granada, se encuentra situado a 18 kilómetros de la capital provincial, a 100 de Jaén, a 146 de Almería y a 265 de Murcia. El término municipal está atravesado por la carretera GR-3107, que conecta Beas de Granada con Huétor Santillán, próxima a la A-92.
| Noroeste: Huétor Santillán | Norte: Huétor Santillán | Nordeste: Huétor Santillán y Quéntar |
| Oeste: Huétor Santillán    |                         | Este: Quéntar                        |
| Suroeste: Granada y Dúdar  | Sur: Quéntar            | Sureste: Quéntar                     |

### Orografía
La mayor altura del municipio la constituye el cerro del Buenavista (1667 m), que junto a otros colindantes como el cerro Oscuro, La Canasta, Los Enebrales, Calabozo, cerro de la Cruz, Retamar, Pararrayos y Cuerda de los Pelados forman la sierra de Beas.
Estos montes forman parte del parque natural de la Sierra de Huétor. En agosto de 1993 se vieron afectados por un devastador incendio que calcinó cerca de 10 000 hectáreas de varios municipios de la comarca y del que aún no se han recuperado del todo.
En Beas de Granada está la sede de la asociación Alfanevada, un Grupo de Desarrollo Rural integrado por los municipios del arco noreste de la Vega de Granada; es decir, desde la sierra de la Alfaguara hasta el norte de Sierra Nevada. Estos municipios pertenecen oficialmente a la Vega de Granada, pero se trata de pueblos de montaña que forman una unidad diferenciada del resto de la vega, y en ocasiones se usa el término Alfanevada para denominar a toda la subcomarca.

## Demografía

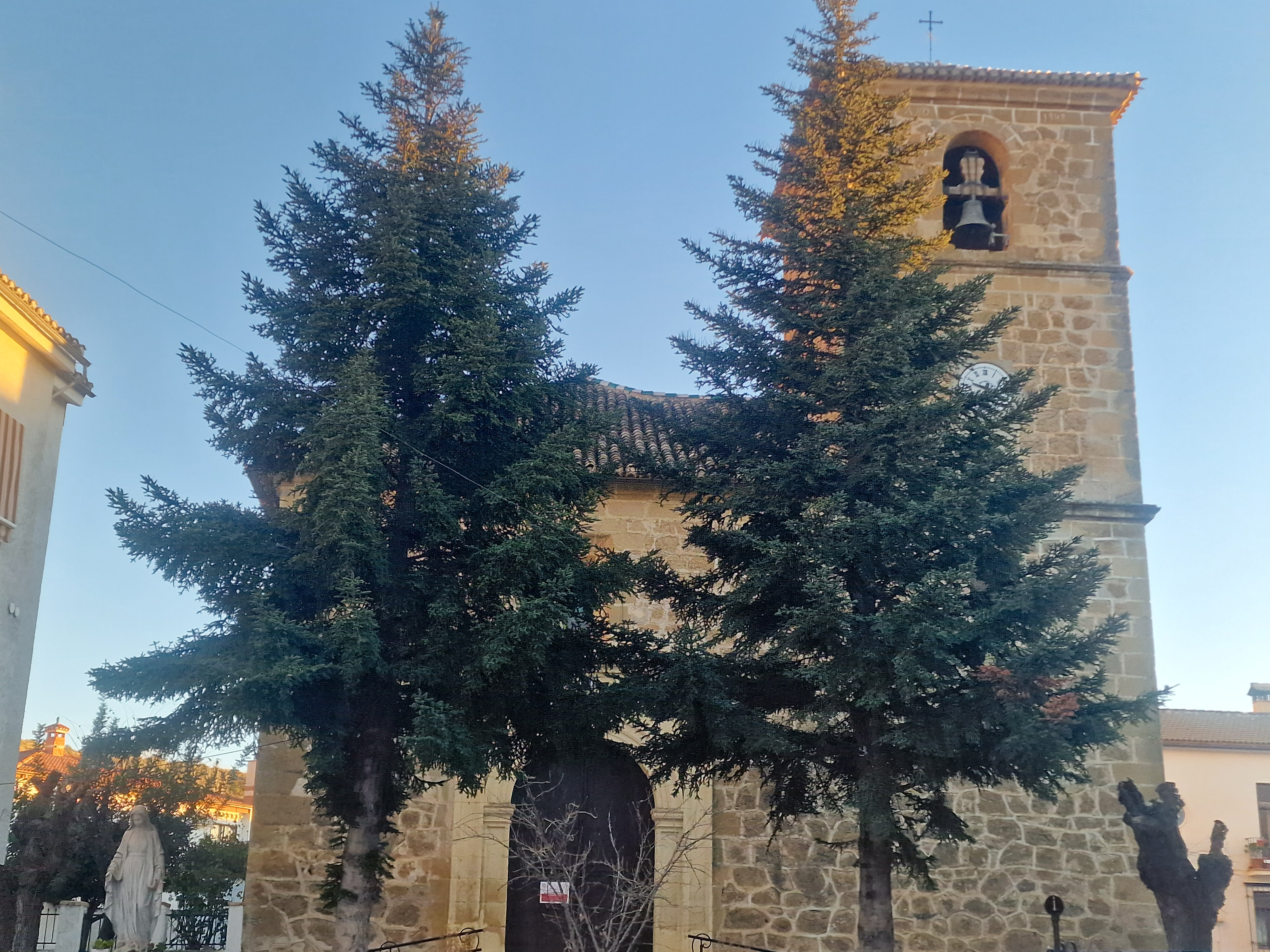
Iglesia parroquial de la Inmaculada Concepción

Beas de Granada cuenta con una población de 1009 habitantes (INE 2024).
| Gráfica de evolución demográfica de Beas de Granada entre 1842 y 2021                                               |
| |
| Población de derecho según los censos de población del INE Población de hecho según los censos de población del INE |

## Economía

### Evolución de la deuda viva municipal
| Gráfica de evolución de la deuda viva del Ayuntamiento de Beas de Granada entre 2008 y 2019                                |
| |
| Deuda viva del Ayuntamiento de Beas de Granada en miles de euros según datos del Ministerio de Hacienda y Función Pública. |

## Administración y política

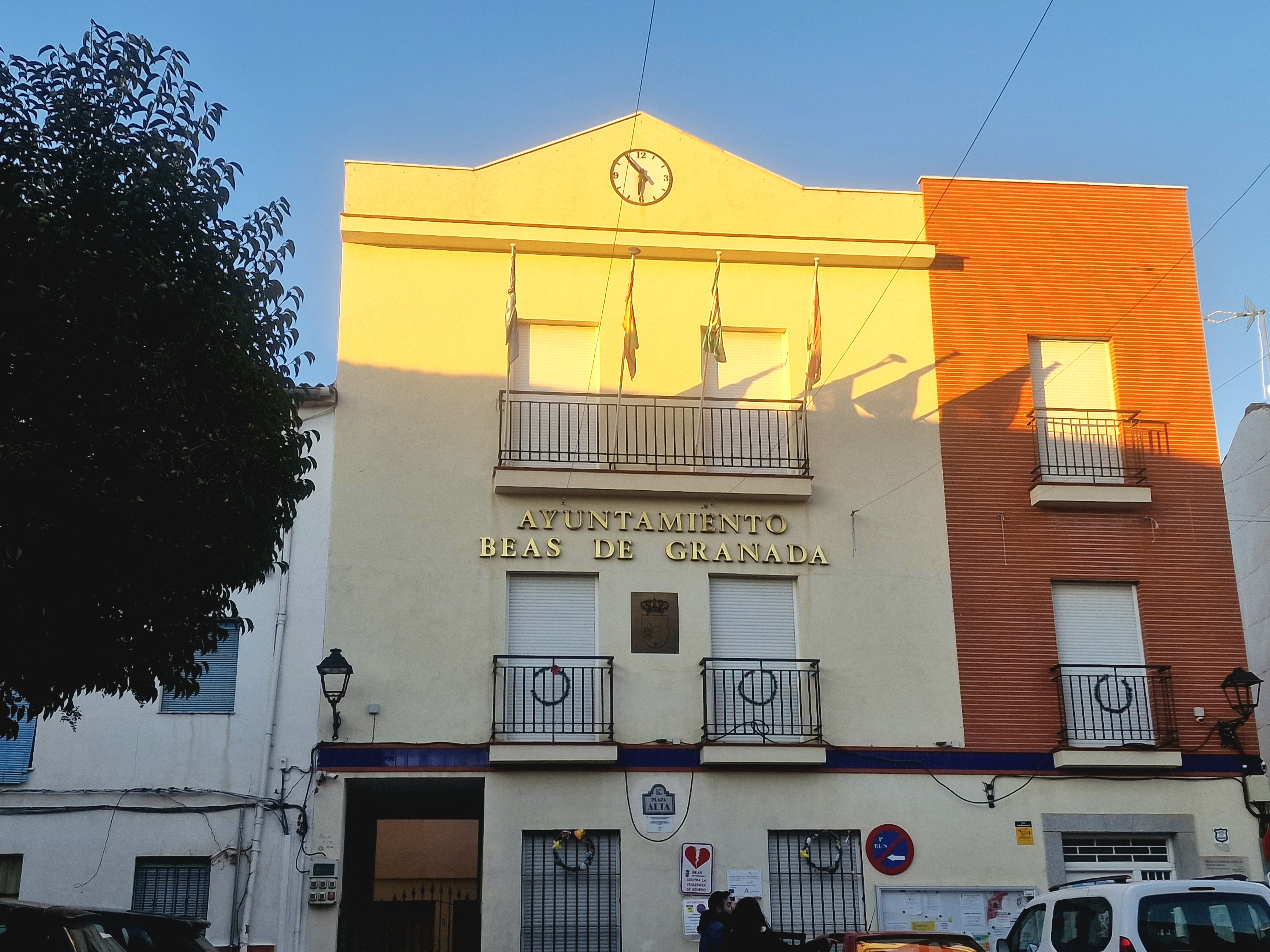
Ayuntamiento de Beas de Granada

Los resultados en Beas de Granada de las últimas elecciones municipales, celebradas en mayo de 2023, son:
| Elecciones Municipales - Beas de Granada (2023) | Elecciones Municipales - Beas de Granada (2023) | Elecciones Municipales - Beas de Granada (2023) | Elecciones Municipales - Beas de Granada (2023) | Elecciones Municipales - Beas de Granada (2023) |
| Partido político                                | Partido político                                | Votos                                           | Votos                                           | Concejales                                      |
| ----------------------------------------------- | ----------------------------------------------- | ----------------------------------------------- | ----------------------------------------------- | ----------------------------------------------- |
|                                                 | Partido Popular (PP)                            | 298                                             | 44,08 %                                         | 3                                               |
|                                                 | Partido Socialista Obrero Español (PSOE)        | 242                                             | 35,79 %                                         | 3                                               |
|                                                 | Siempre Beas Para la Gente (PARA LA GENTE)      | 121                                             | 17,89 %                                         | 1                                               |
|                                                 | Vox                                             | 4                                               | 0,59 %                                          | 0                                               |

### Alcaldes
| Legislatura | Nombre                       | Grupo |
| ----------- | ---------------------------- | ----- |
| 1979-1983   | Juan Manuel Rodríguez García | PSOE  |
| 1983-1987   | Juan Manuel Rodríguez García | PSOE  |
| 1987-1991   | Juan Manuel Rodríguez García | PA    |
| 1991-1995   | José M. Mesa Mesa            | PSOE  |
| 1995-1999   | Manuel Rodríguez Garrido     | PP    |
| 1999-2003   | José Manuel Madero García    | PSOE  |
| 2003-2007   | José Manuel Madero García    | PSOE  |
| 2007-2011   | José Manuel Madero García    | PSOE  |
| 2011-2015   | Manuel Martín Yáñez          | PSOE  |
| 2015-2019   | Manuel Martín Yáñez          | PSOE  |
| 2019-2023   | Manuel Martín Yáñez          | PSOE  |
| 2023-act.   | Manuel Luis López Fernández  | PP    |

## Comunicaciones

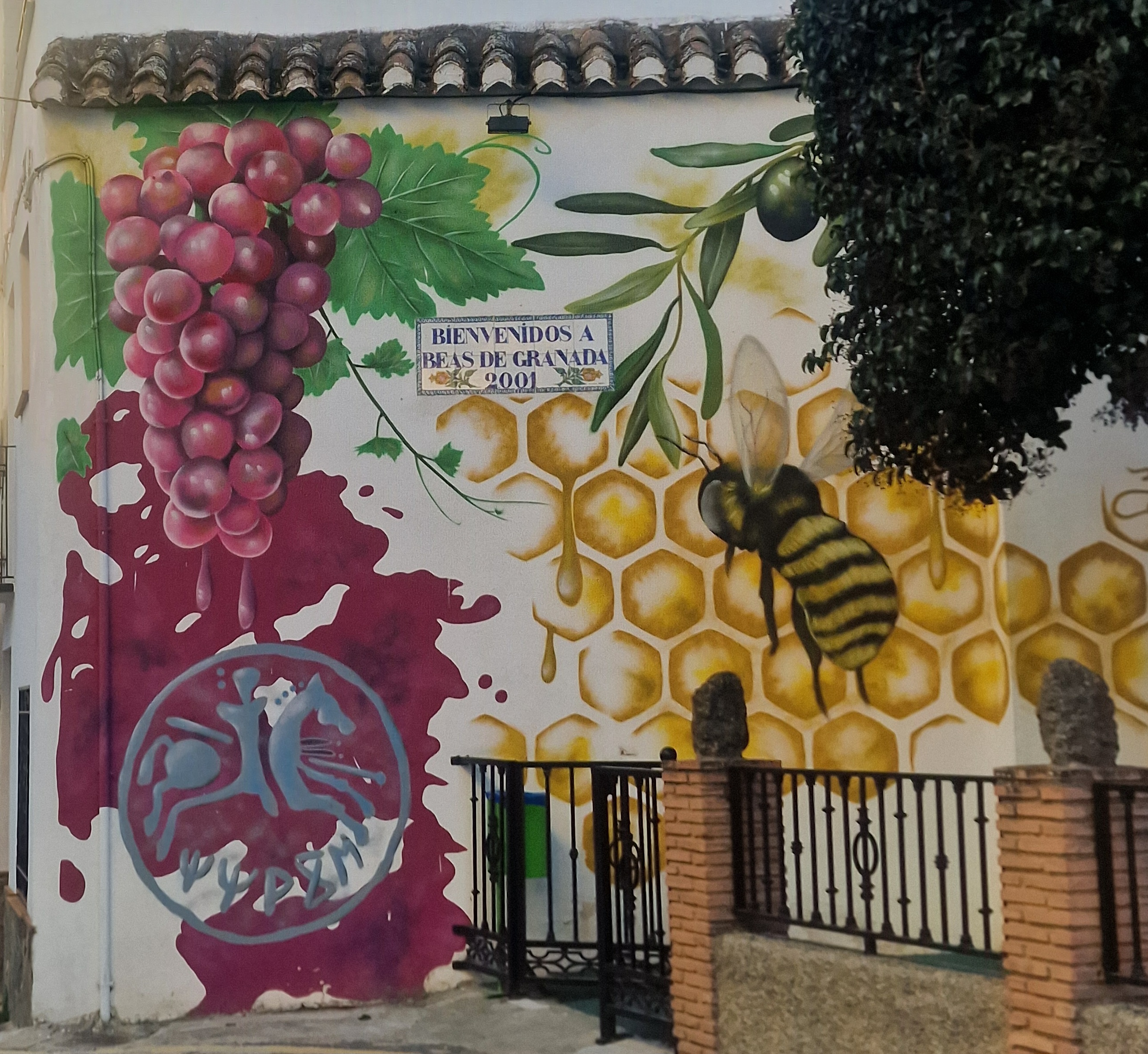
Mural de bienvenida en la calle Río, travesía de la carretera GR-3107

### Carreteras
La principal vía de comunicación que transcurre por el municipio es:
| Identificador | Denominación                | Itinerario               |
| ------------- | --------------------------- | ------------------------ |
| GR-3107       | De A-4003 a Beas de Granada | A-4003 - Beas de Granada |

Algunas distancias entre Beas de Granada y otras ciudades:
| Ciudades | Distancia (km) |
| -------- | -------------- |
| Granada  | 18             |
| Jaén     | 100            |
| Almería  | 146            |
| Murcia   | 265            |

## Servicios públicos

### Sanidad
El municipio cuenta con un consultorio médico de atención primaria situado en la calle Guadix, n.º 7, dependiente del distrito sanitario de Granada. El servicio de urgencias está en el centro de salud del Albaicín y el área hospitalaria de referencia es el Hospital Ruiz de Alda de Granada capital.

### Educación
Los centros educativos que hay en el municipio son:
| Denominación genérica                    | Nombre del centro        | Naturaleza | Dirección        |
| ---------------------------------------- | ------------------------ | ---------- | ---------------- |
| Sección de educación permanente          | SEP Beas de Granada      | Público    | C/ Guadix, 13    |
| Colegio de educación infantil y primaria | CEIP Virgen de la Cabeza | Público    | C/ Moraleda, s/n |

## Localidades hermanadas
- Beas, España (2023)
- Beas de Guadix, España (2023)
- Beas de Segura, España (2023)